# Vejle Ådal
 Der er for få eller ingen kildehenvisninger i denne artikel, hvilket er et problem. Du kan hjælpe ved at angive troværdige kilder til de påstande, som fremføres i artiklen.

Vejle Ådal er Østjyllands længste og mest markante tunneldal, dannet og udskyllet af sommersmeltevand under sidste istids østjyske iskappe, gennem tusinder af år.
I ådalen løber Vejle Å, og den strækker sig ca. 20 km mod vest fra Vejle og ender i øst i Vejle Fjord.
Danmarks Naturfredningsforening fremsatte i marts 2017 forslag til fredning af et areal på 858 hektar i Vejle Ådal. Det drejer sig om en strækning på godt 7 km af dalen, med varierende bredde.